# كارين كاي
كارين كاي (بالإنجليزية: Karen Kay)‏ هي ترفيهية بريطانية، ولدت في 18 يوليو 1947 في بلاكبرن في المملكة المتحدة.

## وصلات خارجية
- كارين كاي على موقع IMDb (الإنجليزية)